# Saut à ski aux Jeux olympiques de 2018
Navigation
Sotchi 2014 Pékin 2022
Les épreuves de saut à ski aux Jeux olympiques d'hiver de 2018 se tiennent du 12 février 2018 au 20 février 2018 au Centre de saut à ski d'Alpensia à Pyeongchang en Corée du Sud.
L’épreuve masculine de saut à ski fait partie des épreuves olympiques depuis les premiers Jeux olympiques d’hiver qui ont eu lieu à Chamonix en France, en 1924. L’épreuve sur grand tremplin a été ajoutée aux Jeux olympiques de 1964 à Innsbruck.

## Médaillés

### Hommes
| Épreuves                               | Or                                                                                | Argent                                                                | Bronze                                                   |
| -------------------------------------- | --------------------------------------------------------------------------------- | --------------------------------------------------------------------- | -------------------------------------------------------- |
| HS 106 résultats détaillés             | Andreas Wellinger (Allemagne)                                                     | Johann André Forfang (Norvège)                                        | Robert Johansson (Norvège)                               |
| HS 140 résultats détaillés             | Kamil Stoch (Pologne)                                                             | Andreas Wellinger (Allemagne)                                         | Robert Johansson (Norvège)                               |
| HS 140 par équipes résultats détaillés | Norvège Johann Andre Forfang Robert Johansson Andreas Stjernen Daniel Andre Tande | Allemagne Richard Freitag Karl Geiger Stephan Leyhe Andreas Wellinger | Pologne Stefan Hula Maciej Kot Dawid Kubacki Kamil Stoch |

### Femmes
| Épreuve                    | Or                     | Argent                        | Bronze                 |
| -------------------------- | ---------------------- | ----------------------------- | ---------------------- |
| HS 106 résultats détaillés | Maren Lundby (Norvège) | Katharina Althaus (Allemagne) | Sara Takanashi (Japon) |

## Tableau des médailles
| Rang | Pays      | Médaille d'or, Jeux olympiques | Médaille d'argent, Jeux olympiques | Médaille de bronze, Jeux olympiques | Total |
| 1    | Norvège   | 2                              | 1                                  | 2                                   | 5     |
| 2    | Allemagne | 1                              | 3                                  |                                     | 4     |
| 3    | Pologne   | 1                              |                                    | 1                                   | 2     |
| 4    | Japon     |                                |                                    | 1                                   | 1     |